# Såskär och Bergholm
Såskär  och Bergholm  (Fi: Souskeri och Periholma)  med Koivukari och Pitkäkari är en ö i Finland. Den ligger i Bottenhavet och i kommunen Sastmola i den ekonomiska regionen  Björneborgs ekonomiska region i landskapet Satakunta, i den västra delen av landet. Ön ligger omkring 33 kilometer norr om Björneborg och omkring 260 kilometer nordväst om Helsingfors.
Öns area är 1,33 kvadratkilometer och dess största längd är 2,6 kilometer i sydöst-nordvästlig riktning. I omgivningarna runt Såskär växer i huvudsak blandskog.

## Delöar och uddar
- Såskär 61°45′40″N 21°30′45″Ö / 61.76103°N 21.51252°Ö
- Bergholm 61°45′04″N 21°31′15″Ö / 61.75118°N 21.52084°Ö
- Kuusiluoto 61°45′22″N 21°31′53″Ö / 61.75622°N 21.53141°Ö (udde)
- Koivukari 61°45′18″N 21°31′57″Ö / 61.75491°N 21.53249°Ö
- Pitkäkari 61°45′13″N 21°31′34″Ö / 61.75356°N 21.52616°Ö
- Sikanokka 61°45′00″N 21°32′07″Ö / 61.75012°N 21.53521°Ö (udde)